# Maschinenfabrik Carlswerk

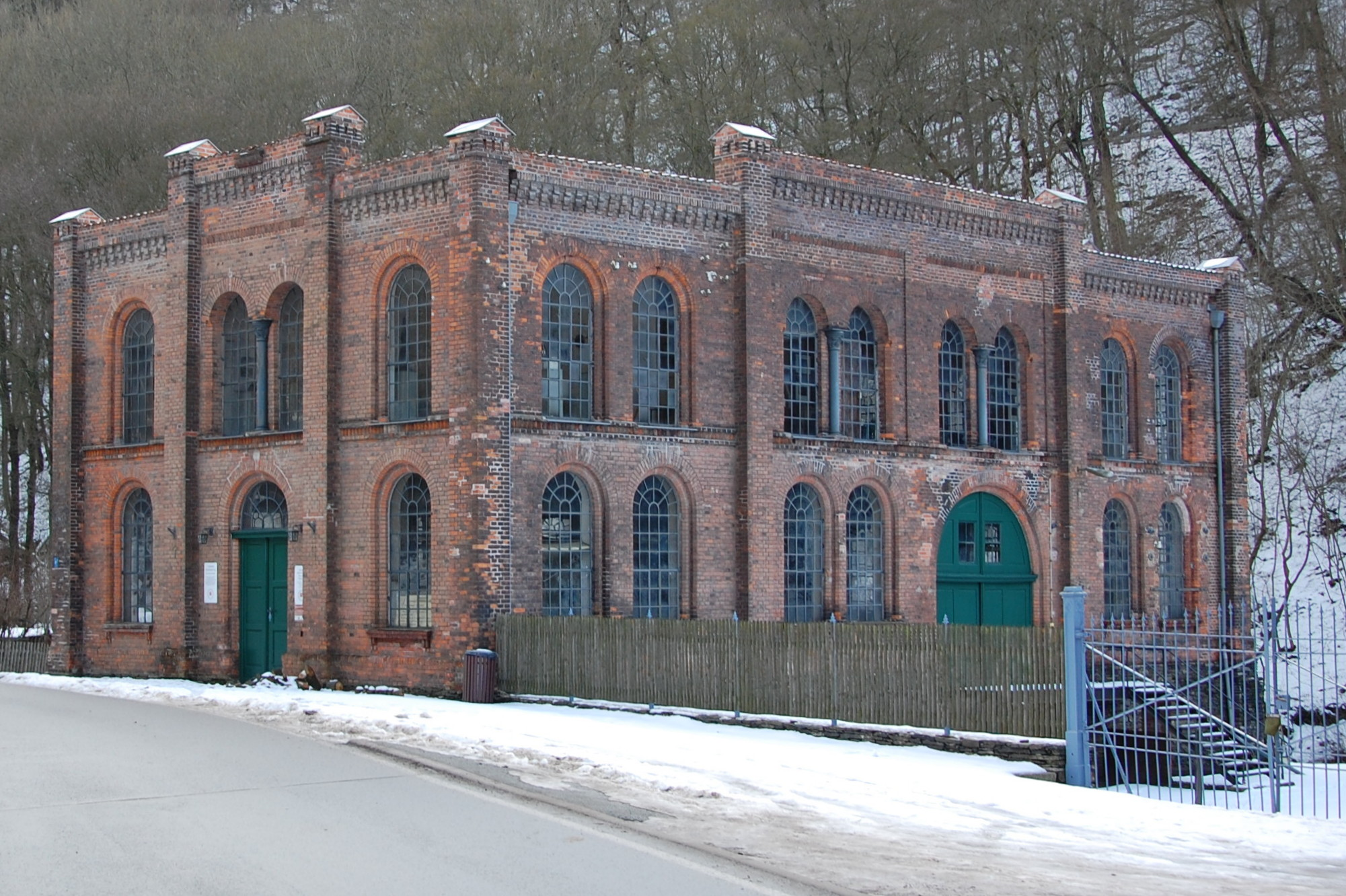
Carlswerk

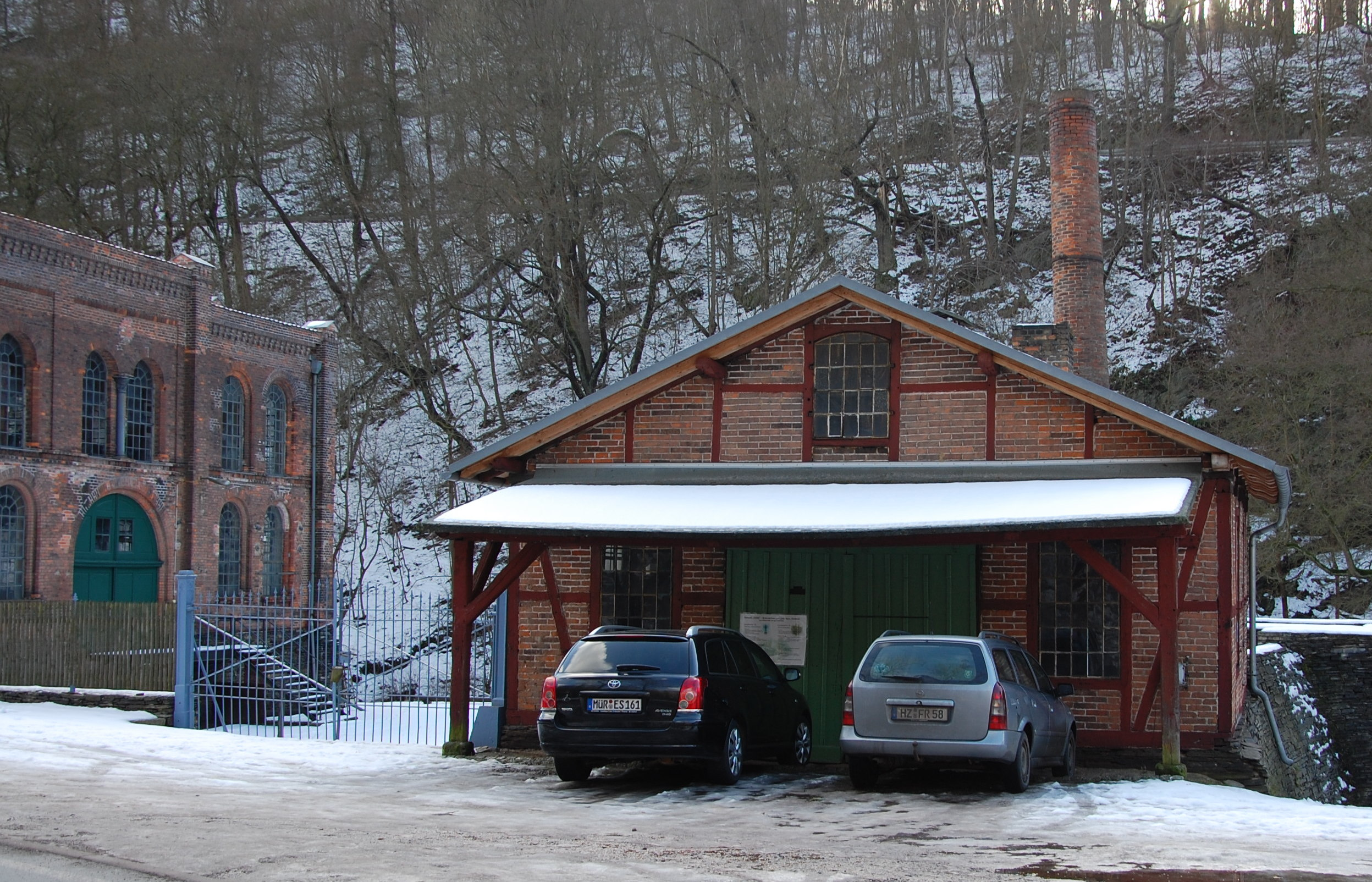
Schmiede

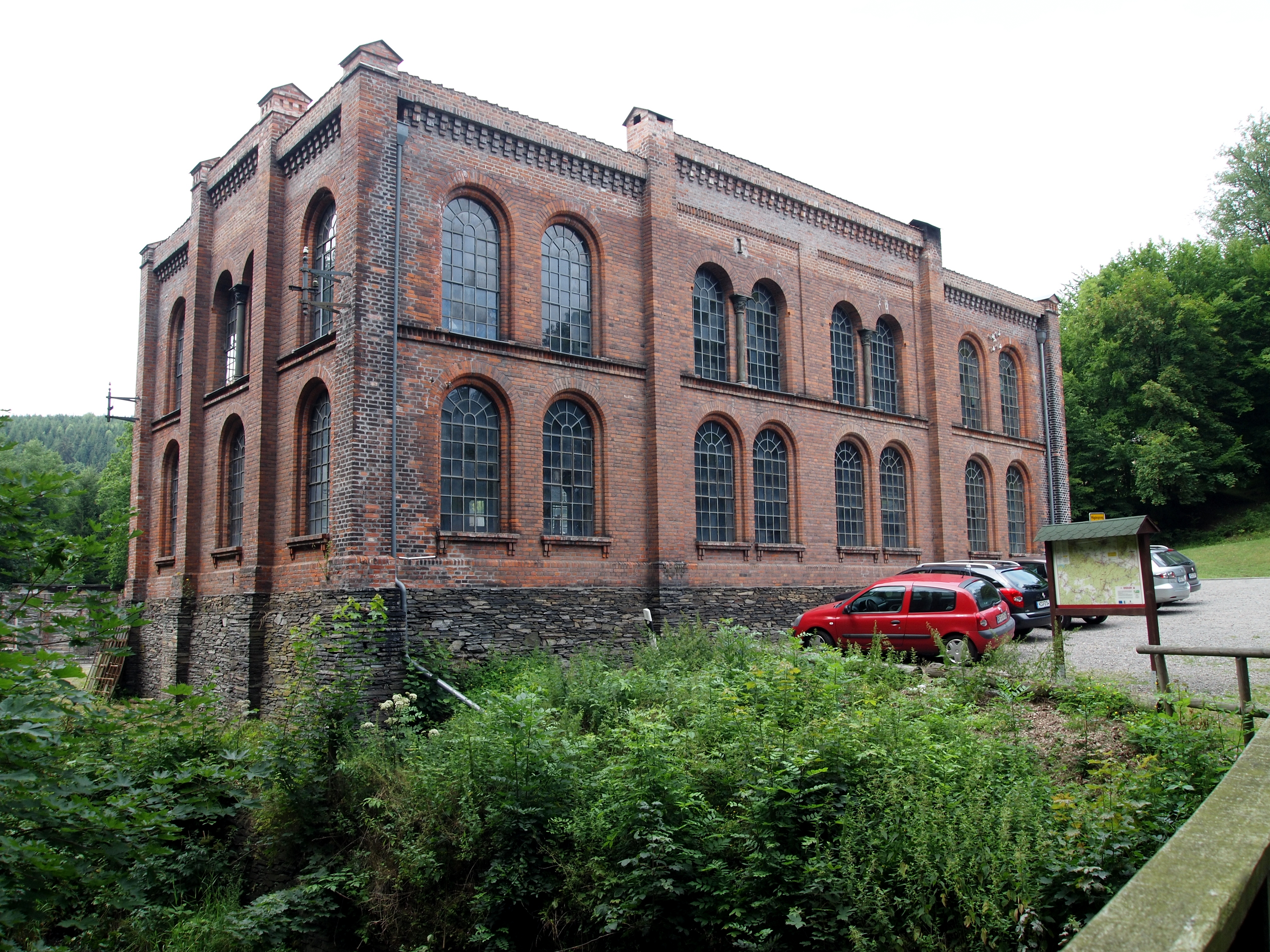
Blick von Osten

Die Maschinenfabrik Carlswerk ist eine ehemalige Maschinenfabrik im zur Stadt Harzgerode in Sachsen-Anhalt gehörenden Ortsteil Mägdesprung. Die erhalten gebliebenen Gebäude des Werks stehen unter Denkmalschutz und werden als Museum genutzt.

## Lage
Es befindet sich östlich des Ortszentrums von Mägdesprung im Selketal. Unmittelbar südlich des Werks verläuft die Selke. Im örtlichen Denkmalverzeichnis ist es als Maschinenfabrik eingetragen.

## Architektur und Geschichte
Das Werk wurde im Jahr 1827 durch den Bergrat Johann Ludwig Carl Zincken gegründet. Auf ihn geht auch der Name Carlswerk zurück, der schon zur Gründung des Betriebes genutzt wurde. Ältestes erhaltenes Gebäude ist ein aus Basaltschiefer in Trockenmauertechnik errichtetes Walzwerk. In der Zeit um 1840 wurde eine  Schmiede als Fachwerkbau mit Schleppdach gebaut. Der Zugang zur Schmiede erfolgte von der nach Norden weisenden Straßenseite her. Zum Teil sind noch originale Einrichtungselemente wie Herd und Esse erhalten.
Mitte des 19. Jahrhunderts erfolgte dann ein Umbau zur Maschinenfabrik. Es entstand ein Backsteinbau im Rundbogenstil. Der Giebel ist gestaffelt. Im oberen Stockwerk befinden sich gekuppelte Fenster in die mittig eiserne Säulen eingestellt sind. Die Gliederung der Fassaden erfolgt durch Lisenen und Gesimse. Auch in diesem Gebäude sind Teile der ursprünglichen Ausstattung inklusive historischer Maschinen erhalten. Zum Denkmal gehört auch eine geschmiedete neogotische Grundstückseinfassung.
Im Carlswerk absolvierte von 1881 bis 1884 der spätere Fotograf und Vertreter der Neuen Sachlichkeit Karl Blossfeldt eine Lehre als Bildhauer und Modelleur.